# Halės turgus
Halės turgus (dansk: Halė marked) er et marked på Pylimo gatvė, i bydelen Senamiestis, Vilnius, Litauen, tæt på Rådhuspladsen i Vilnius og Morgengryets Port. Den historisk viden om området hvor Halė marked ligger er meget ringe. Der omtalt et mindre herskabshus på stedet i 1700-tallet. I den anden halvdel af 1800-tallet var der et kornmarked på stedet.

## Bygningen
I 1904-1906 blev markedshallen bygget som en muret bygning med metalspær, som da var unikt i Litauen. Ved byggeriet blev anvendt en række nye teknologiske løsninger som stål, jernbeton og buer med komplekse profil. Ved åbningen af markedet i 1906 var bygningen en af de mest moderne i Vilnius, og er forblevet næsten uændret til i dag. Bygningen er tegnet af arkitekten og ingeniøren Vaclavas Michnevičius.

## Det renoveredeHalės turgus
Frem til 2006 gennemgik markedshallen på Halė marked en skånsom renovering, og fremstår nu som et moderne marked i den historiske bygning. I hallen er der stande med æg og fjerkræ, fisk, kød, et bredt udvalg af pølser og småproducenter fra omegnen af Vilnius sælger Lašiniai (saltet/røget svinefedt). Hjemmebagerier sælger brød bagt efter oprindelige opskrifter ligesom der tilberedes og sælges halvfabrikater som fyld til kibinai. På markedspladsen udenfor hallen, der bugner af billigt tøj og husgeråd, har lokale landmænd fra Vilnius-området stande med økologiske grøntsager, krydderurter og æbler ligesom vilde bær og tørrede, syltede eller friske svampe fra Dzūkija og dåser med lakse-kaviar fra Kamtjatka udbydes. 

## Historiske fund
Ved renoveringen af Halė marked gravede man sig gennem adskillige historiske perioder. Selvom der ikke var nogen optegnelser om bebyggelse før 1700-tallet på stedet, fandt man kælderen af en bygning fra 1600-tallet. Gulvet var dækket af strøelse, og på gulvet fandt man skår af glas og skåle. Højere lag havde afsløret keramik fra 1700-tallet og hollandske kakler og keramik fra 1800-tallet.